# Abierto Tampico
L'Abierto Tampico è un torneo professionistico di tennis giocato su campi in cemento. Ha fatto parte dell'ITF Women's Circuit dal 2013 fino al 2017. Si gioca annualmente a Tampico in Messico. Dal 2022, il torneo fa il suo ritorno nella categoria WTA 125.

## Albo d'oro

### Singolare
| Anno       | Categoria     | Campionessa            | Finalista         | Punteggio        |
| ---------- | ------------- | ---------------------- | ----------------- | ---------------- |
| 2013       | ITF $25,000   | Indy de Vroome         | Doroteja Erić     | 6–4, 6–3         |
| 2014       | ITF $50,000   | Mariana Duque          | An-Sophie Mestach | 3–6, 6–1, 7–6(4) |
| 2015       | ITF $50,000   | Lourdes Domínguez Lino | Alizé Lim         | 7–5, 6–4         |
| 2016       | ITF $50,000   | Sof'ja Žuk             | Varvara Flink     | 6–4, 6–3         |
| 2017       | ITF $100,000  | Irina Falconi          | Louisa Chirico    | 7–5, 6(3)–7, 6–1 |
| 2018- 2021 | Non disputato | Non disputato          | Non disputato     | Non disputato    |
| 2022       | WTA 125       | Elisabetta Cocciaretto | Magda Linette     | 7–6(5), 4–6, 6–1 |
| 2023       | WTA 125       | Emina Bektas           | Anna Kalinskaja   | 6–3, 3–6, 7–6(3) |
| 2024       | WTA 125       | Marina Stakusic        | Anna Blinkova     | 6-4, 2-6, 6-4    |

### Doppio
| Anno       | Categoria     | Campionesse                                     | Finaliste                              | Punteggio        |
| ---------- | ------------- | ----------------------------------------------- | -------------------------------------- | ---------------- |
| 2013       | ITF $25,000   | María Fernanda Álvarez Terán María Irigoyen (1) | Constanza Gorches Victoria Rodríguez   | 6–3, 6–4         |
| 2014       | ITF $50,000   | Petra Martić Maria Sanchez                      | Kateryna Bondarenko Valerija Savinych  | 3–6, 6–3, [10–2] |
| 2015       | ITF $50,000   | María Irigoyen (2) Barbora Krejčíková           | Verónica Cepede Royg Marina Mel'nikova | 7–5, 6–2         |
| 2016       | ITF $50,000   | Mihaela Buzărnescu Elise Mertens                | Usue Maitane Arconada Katie Swan       | 6–0, 6–2         |
| 2017       | ITF $100,000  | Caroline Dolehide María Irigoyen (3)            | Kaitlyn Christian Giuliana Olmos       | 6–4, 6–4         |
| 2018- 2021 | Non disputato | Non disputato                                   | Non disputato                          | Non disputato    |
| 2022       | WTA 125       | Tereza Mihalíková Aldila Sutjiadi               | Ashlyn Krueger Elizabeth Mandlik       | 7–5, 6–2         |
| 2023       | WTA 125       | Kamilla Rachimova Anastasija Tichonova          | Sabrina Santamaria Heather Watson      | 7–6(5), 6–2      |
| 2024       | WTA 125       | Carmen Corley Rebecca Marino                    | Alina Korneeva Polina Kudermetova      | 6-3, 6-3         |